# 巴达鲁
巴达鲁（法語：Badaroux，法語發音：[badaʁu]）是法国洛泽尔省的一个市镇，属于芒德区。

## 地理
巴达鲁（44°32'12"N, 3°33'0"E）面积20.72 平方千米，位于法国奧克西塔尼大區洛泽尔省，该省份为法国南部内陆省份，北起上盧瓦爾省和康塔爾省，西接阿韦龙省，南至加尔省，东临阿尔代什省。
与巴达鲁接壤的市镇（或旧市镇、城区）包括：勒博恩、珀卢斯、圣埃莱娜、拉尼埃若尔、芒德、沙斯泰勒努韦勒。

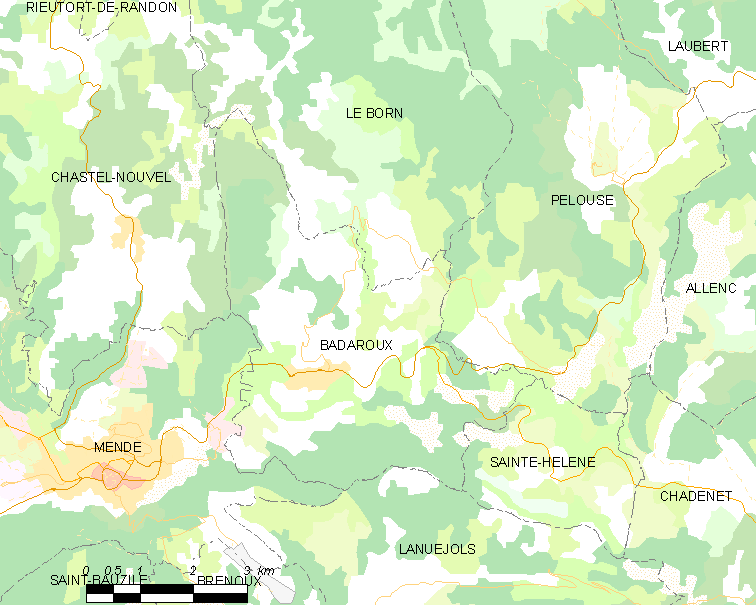
巴达鲁的OSM定位图

巴达鲁的时区为UTC+01:00、UTC+02:00（夏令时）。

## 行政
巴达鲁的邮政编码为48000，INSEE市镇编码为48013。

## 政治
巴达鲁所属的省级选区为格朗里约县。

## 人口

1962-2008年间巴达鲁人口变化图示

巴达鲁于2022年1月1日时的人口数量为960人。